# Atelostomata
De Atelostomata zijn een superorde van zee-egels (Echinoidea) uit de infraklasse Irregularia.

## Families
- Orde Holasteroida Durham & Melville, 1957
  - Onderorde Meridosternata Lovén, 1883
    - Infraorde Cardiasterina Pomel, 1883 †
      - Cardiasteridae Lambert, 1917 †
      - Stegasteridae Lambert, 1917 †

    - Infraorde Urechinina H.L. Clark, 1946
      - Calymnidae Mortensen, 1907
      - Carnarechinidae Mironov, 1993
      - Corystusidae Foster & Philip, 1978
      - Plexechinidae Mooi & David, 1996
      - Pourtalesiidae A. Agassiz, 1881
      - Urechinidae Duncan, 1889

niet in een infraorde geplaatst
    - Echinocorythidae Wright, 1857 †
    - Holasteridae Pictet, 1857 †

niet in een onderorde geplaatst
  - Hemipneustidae Lambert, 1917 †
  - Pseudholasteridae Smith & Jeffery, 2000 †
  - Stenonasteridae Lambert, 1922 †
- Orde Spatangoida L. Agassiz, 1840
  - Onderorde Brissidina Stockley, Smith, Littlewood, Lessios & MacKenzie-Dodds, 2005
    - Superfamilie Spatangoidea Gray, 1825
      - Eupatagidae Lambert, 1905
      - Eurypatagidae Kroh, 2007
      - Loveniidae Lambert, 1905
      - Macropneustidae Lambert, 1905
      - Maretiidae Lambert, 1905
      - Megapneustidae Fourtau, 1905 †
      - Spatangidae Gray, 1825

niet in een superfamilie geplaatst
    - Antillasteridae Lambert, 1924 †
    - Asterostomatidae Pictet, 1857
    - Brissidae Gray, 1855
    - Palaeotropidae Lambert, 1896

  - Onderorde Micrasterina
    - Aeropsidae Lambert, 1896
    - Micrasteridae Lambert, 1920
    - Ovulasteridae Lambert, 1896 †
    - Plesiasteridae Lambert, 1920 †

  - Onderorde Paleopneustina
    - Superfamilie Paleopneustoidea A. Agassiz, 1904
      - Paleopneustidae A. Agassiz, 1904
      - Pericosmidae Lambert, 1905

niet in een superfamilie geplaatst
    - Periasteridae Lambert, 1920 †
    - Prenasteridae Lambert, 1905
    - Schizasteridae Lambert, 1905
    - Unifasciidae Cooke, 1959 †

niet in een onderorde geplaatst
  - Palaeostomatidae Lovén, 1868
  - Hemiasteridae H.L. Clark, 1917
  - Somaliasteridae Wagner & Durham, 1966 †
  - Toxasteridae Lambert, 1920 †

niet in een orde geplaatst
- Acrolusiidae Mintz, 1968 †
- Collyritidae d'Orbigny, 1853 †
- Disasteridae Gras, 1848 †
- Tithoniidae Mintz, 1968 †